# 李建章 (材料学家)
李建章，北京林业大学木材科学与技术学科教授，中国教育部长江学者特聘教授，从事环保型木材胶黏剂、木质复合材料的教学与科研工作。

## 社会兼职
- 中国林学会木材工业分会副理事长
- 中国复合材料学会天然纤维复合材料专业委员会副主任委员
- 中国林产工业协会绿色家居产业分会副主任委员、专家咨询委员会委员